# Leeton, New South Wales
Leeton är en ort i Australien. Den ligger i kommunen Leeton och delstaten New South Wales, i den sydöstra delen av landet, omkring 450 kilometer väster om delstatshuvudstaden Sydney. Antalet invånare är 7 299.
Runt Leeton är det glesbefolkat, med 10 invånare per kvadratkilometer.. Leeton är det största samhället i trakten. 
Trakten runt Leeton består till största delen av jordbruksmark. Genomsnittlig årsnederbörd är 531 millimeter. Den regnigaste månaden är februari, med i genomsnitt 77 mm nederbörd, och den torraste är oktober, med 20 mm nederbörd.